# فرودگاه ایست همپتن
فرودگاه ایست همپتن (به انگلیسی: East Hampton Airport) یک فرودگاه با کد یاتا HTO است که یک باند فرود آسفالت دارد و طول باند آن ۱۲۹۷ متر است. این فرودگاه در کشور ایالات متحده آمریکا قرار دارد و در ارتفاع ۱۷٫۱ متری از سطح دریا واقع شده است.